# Marista
Infra-embranchement
L'infra-embranchement des Marista est un infra-embranchement d'algues du sous-embranchement des Phaeista, dans l'embranchement des Ochrophyta. 

## Liste des super-classes et classes
Selon AlgaeBase (27 juil. 2012) :
- super-classe des Fucistia T.Cavalier-Smith
  - classe des Aurearenophyceae Kai, Yoshii, Nakayama & Inouye
  - classe des Chrysomerophyceae T.Cavalier-Smith
  - classe des Phaeophyceae F.R.Kjellman
  - classe des Phaeothamniophyceae R.A.Andersen & J.C.Bailey
  - classe des Schizocladiophyceae E.C.Henry, K.Okuda, & H.Kawai
  - classe des Xanthophyceae Allorge ex Fritsch
- super-classe des Hypogyristia T.Cavalier-Smith
  - classe des Dictyochophyceae P.C.Silva
  - classe des Pelagophyceae R.A.Andersen & G.W.Saunders
- super-classe des Raphidoistia T.Cavalier-Smith
  - classe des Pinguiophyceae Kawachi, Inouye, Honda, O'Kelly, Bailey, Bidigare & R.A.Andersen
  - classe des Raphidophyceae M.Chadefaud ex P.C.Silva